# وتمور ۹۰۴۲۹
سیارک ۹۰۴۲۹ (به انگلیسی: 90429 Wetmore، نامگذاری:2004BW37) نود هزار و چهارصد و بیست و نهمین سیارک کشف شده‌است که در ۱۹ ژانویه ۲۰۰۴ کشف شد.